# Stommetjärnet (Laxarby socken, Dalsland)
Stommetjärnet är en sjö i Bengtsfors kommun i Dalsland och ingår i Göta älvs huvudavrinningsområde.